# 春風一刀
春風 一刀（はるかぜ いっとう、1987年12月17日 - ）は、落語協会所属、春風亭一朝門下の落語家。本名∶帯 将也。

## 経歴
2013年4月、春風亭一朝に入門。2014年8月に前座となる。前座名は師匠一朝の前座名でもあった「朝太郎」。寄席での初高座は8月4日鈴本演芸場夜席、六代目柳亭左龍の主任興行で「子ほめ」。
八代目柳亭小燕枝の弟と同級生であり交流があった。
2017年11月1日、林家たま平と共に二ツ目昇進、「春風一刀」と改名。

## 芸歴
- 2013年4月 - 春風亭一朝に入門[1]。
- 2014年8月 - 前座となる、前座名は「朝太郎」[1]。
- 2017年11月 - 二ツ目昇進、「春風一刀」と改名[1]。

## 受賞歴
- 2025年1月　渋谷らくご大賞2024優秀賞 たのしみな二つ目賞[2][3]